# Bernhard Kreße
Bernhard Kreße (* 1972) ist ein deutscher Jurist.

## Leben
Kreße wurde 2006 an der Universität Köln mit der Dissertation Gemeinwirtschaftliche Dienste im europäischen Beihilferecht zum Dr. iur. promoviert. Er wechselte an die Fernuniversität Hagen. Dort erfolgt 2013 die Habilitation 2013 mit einer bei Ulrich Wackerbarth verfassten Arbeit Die Auktion als Wettbewerbsverfahren. Er lehrt als Handels- und Gesellschaftsrecht an der Technischen Universität Dortmund. 2018 wurde er zum außerplanmäßigen Professor der Fernuniversität Hagen ernannt. Zum Wintersemester 2022/2023 verließ er die Technische Universität Dortmund nach 7 Jahren, um einem Ruf der Fernuniversität Hagen zu folgen.

## Schriften (Auswahl)
- Ausnahmen von der Zulässigkeit der Weitergabe von Belastungen aus dem Erneuerbaren-Energie-Gesetz auf Letztverbraucher zum Erhalt der Aluminiumindustrie in Deutschland. Baden-Baden 2004, ISBN 3-8329-0548-0.
- Gemeinwirtschaftliche Dienste im europäischen Beihilferecht. Köln 2006, ISBN 3-452-26461-0.
- Die Auktion als Wettbewerbsverfahren. Tübingen 2013, ISBN 3-16-152832-8.
- als Herausgeber mit Elisabeth Lambert Abdelgawad: Governance and perceptions of hazardous activities. A German and European approach. Dortmund 2017, ISBN 978-3-96163-000-4.